# Kserofity

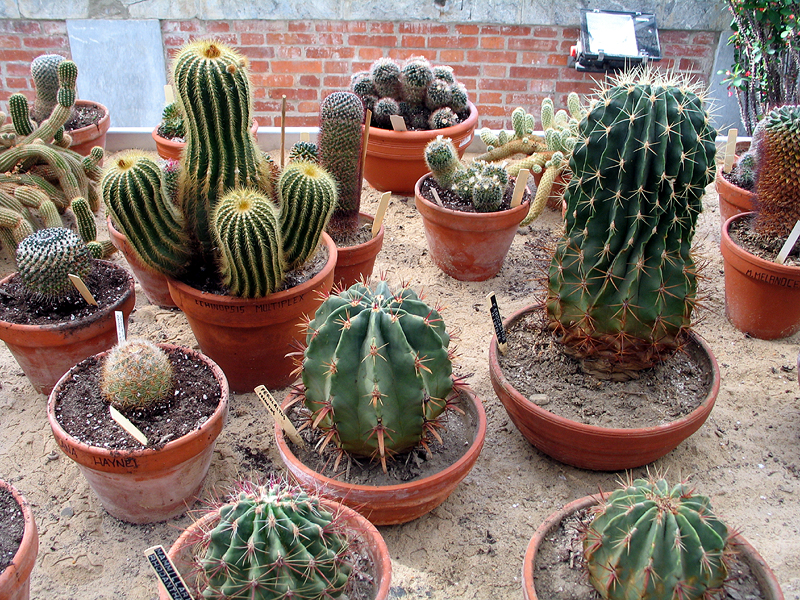
Kaktusy, przedstawiciele sukulentów

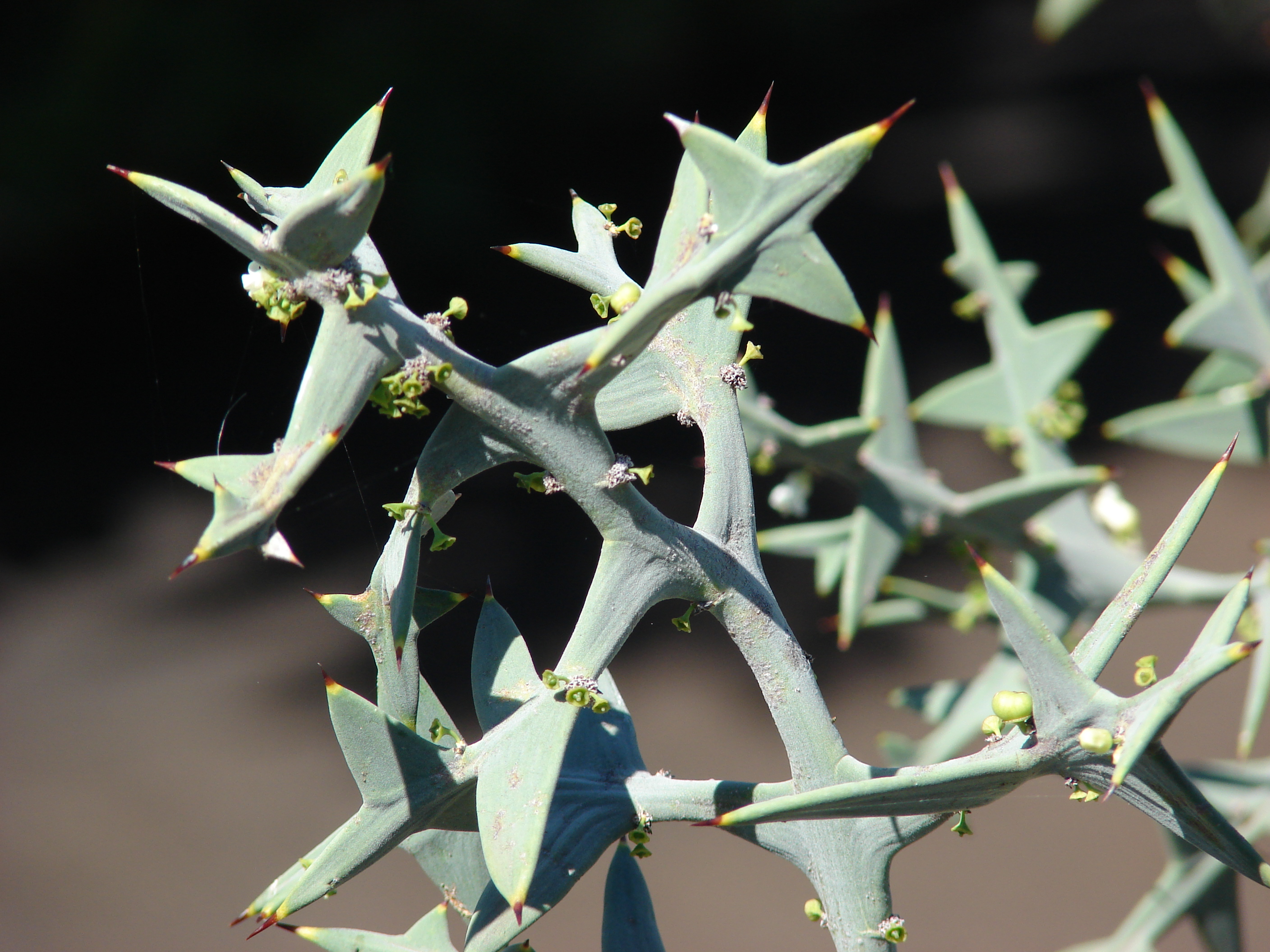
Colletia exserta, przedstawiciel sklerofitów

Kserofity, rośliny sucholubne, rośliny kserofilne – rośliny przystosowane fizjologicznie i anatomicznie do życia w suchych miejscach takich jak step, pustynia, półpustynia, wydmy, piaski, skały. Przystosowanie się do życia w takich warunkach nazywa się kseromorfizmem.  Kserofity rosną w klimacie suchym  i gorącym i w siedliskach, w których nieraz przez dłuższy czas brakuje wody, ale  niektóre gatunki rosną także w klimacie zimnym i wysoko w górach, gdzie fizjologiczna susza wywołana jest nie brakiem wody, lecz innymi czynnikami uniemożliwiającymi jej pobieranie;  niską temperaturą lub dużym zasoleniem.
Wśród kserofitów wyróżnia się dwie grupy:
- Sklerofity, czyli suchorośla – rośliny, które przystosowały się morfologicznie i fizjologicznie do braku wody przez silny rozwój systemu korzeniowego i wytwarzanie w komórkach dużej siły ssącej. Dzięki temu, gdy w glebie (np. po deszczu) pojawi się woda, mogą ją pobierać w znacznych ilościach i z dużej głębokości. Posiadają też przystosowania umożliwiające zmniejszenie transpiracji w okresach suchych.
- Sukulenty, czyli rośliny gruboszowe, które gromadzą w swoich tkankach duże ilości wody. Mają też przystosowania umożliwiające oszczędną gospodarkę wodą.

Zarówno sklerofity, jak i sukulenty rosną bardzo powoli, w przeciętnych warunkach środowiskowych przegrywałyby więc  konkurencję z innymi szybciej rosnącymi roślinami i zostałyby przez nie zagłuszone. Jednak dzięki swoim przystosowaniom mogą one rosnąć w takich środowiskach, w których nie grozi im konkurencja innych roślin.